# کیف (موریتس)
کیف (به آلمانی: Kieve) یک شهر در آلمان است که در Mecklenburgische Seenplatte District واقع شده‌است. کیف ۱۴۸ نفر جمعیت دارد.